# Хронологија радничког покрета код јужнословенских народа 1905—1909.
| Хронологија радничког покрета до 1919. године до 1879. 1880—1899. 1900—1904. 1905—1909. 1910—1918. | следећа целина: 1919—1929. ► |

Хронолошки преглед важнијих догађаја везаних за раднички и социјалистички покрет код јужнословенских народа који су се догодили од 1905. до 1909. године. Хронологија се бави догађајима на подручју бивше Југославије, а тада Аустроугарске и Османлијског царства, као и независних држава Краљевине Србије и Краљевине Црне Горе и општим догађајима везаним за међународни раднички покрет и јужнословенске народе.
Напомена: За догађаје који су се одигравали на територији данашњих држава Србије (без Војводине), Црне Горе и Македоније, где је до 1919. био на снази стари календар, односно јулијански календар, у загради се налази датум по старом календару.
| 1905. година 1906. година 1907. година 1908. година 1909. година |

## 1905. година

#### 22. јануар (9. јануар по с.к.)
- У Санкт Петербургу избиле велике демонстрације, током којих су демонстранти хтели да цару Николају II уруче петицију у којој је тражен прекид рата са Јапаном, увођење општег правог гласа и побољшање радничких права. Припадници војске су отворили ватру на поворку демонстраната и том приликом је убијено 96, а рањено 333 особа (овај догађај познат је као Крвава недеља). Након вести о крвопролићу у Санкт Петербургу, у другим руским градовима избили су масовни штрајкови, познати као Прва руска револуција, која је снажно одјекнула ван граница Русије, а посебно међу словенским народима.[1]

#### 29. јануар (16. јануар по с.к.)
- У Београду у кафани „Коларац” одржан раднички збор на коме је одбачен предлог Закона о радњама, о коме су говорили Илија Милкић и Драгиша Лапчевић, док је Димитрије Туцовић говорио о борби руског пролетаријата и Крвавој недељи.[1]

#### 18. јун (5. јун по с.к.)
- У Крагујевцу 18. и 19. јуна (5. и 6. јун по с.к.) одржан Трећи конгрес Српске социјалдемократске странке (ССДС) на коме је заузет став о тактици и дисциплини и о посланичким изборима у окрузима. Решено је да странка за време парламентарних избора не истиче кандидате у окрузима. За председнике ССДП изабрани су Драгиша Лапчевић и Никола Величковић, а за секретаре Радован Драговић и Никола Николић.[2]

#### 19. јун (6. јун по с.к.)
- У Крагујевцу 19. и 20. јуна (6. и 7. јун по с.к.) одржан Трећи конгрес Главног радничког синдикалног савеза (ГРСС). На Конгресу је разматран извештај о дотадашњем раду и прихваћена нова правила Савеза, која је израдио Димитрије Туцовић. За председника ГРСС изабран је Лука Павићевић, а за секретара Алберт Фирт.[2]

#### 24. август (11. август по с.к.)
- У Врњачкој Бањи, где се налазио на лечењу, преминуо Милорад Поповић (1875—1905) један од истакнутих активиста и теоретичара радничког покрета.[2]

## 1906. година

#### 7. јануар (25. децембар 1905. по с.к.)
- У Београду преминуо Радован Драговић (1878—1906) новинар и политичар, истакнути вођа и теоретичар радничког покрета Србије и један од оснивача Српске социјалдемократске стране (СДСС).[3]

#### 12. јануар (31. децембар 1905. по с.к)
- Аустроугарска монархија започиње Царински рат са Краљевином Србијом који додатно погоршава ионако изузетно лош социјално-економски положај јужнословенског радништва. Стални раст цена, посебно прехрамбених производа, присиљава раднике на тражење повећања плата и у противном обустављања рада. Борба шире европске радничке класе за своја права на почетку 20. века захвата и Босну и Херцеговину, када се почиње тражити скраћивање дневног радног времена на 9 или 8 сати (у доба када је од 12 до 16 сати била норма).[4]

#### 15. април (2. април по с.к.)
- У Београду од 15. до 17. априла (2—4. април по с.к.) одржан Четврти конгрес Српске социјалдемократске странке (ССДС) на коме је заузет став о општем праву гласа и о прослави радничког празника Првог маја. На Конгресу су за председнике изабрани Никола Величковић и Милан Стојановић, а за секретаре Илија Милкић и Негослав Илић.[5]

#### 24. јун (11. јун по с.к.)
- У Краљевини Србији одржани парламентарни избори. Српска социјалдемократска странка освојила је једно посланичко место избором Драгише Лапчевића у Крагујевцу.[6]

#### 25. децембар (12. децембар по с.к.)
- У Осијеку 25. и 26. децембра одржан Четврти конгрес Социјалдемократске странке Хрватске и Славоније (СДСХС). На Конгресу је расправљано о питањима организације пољопривредног пролетеријата, а расправљано је и о покретању српског и немачког партијског органа. Предузети су кораци да СДСХС буде примљена у чланство Друге интернационале.[7]

## 1907. година

#### 2. фебруар (20. јануар по с.к.)
- У Трсту од 2. до 4. фебруара одржан Шести конгрес Југословенске социјалдемократске странке (ЈСДС).[7]

#### 26. фебруар (13. фебруар по с.к.)
- У Београду на Чукарици избио штрајк око 700 радника у фабрикама шећера, коже и обуће, јер су послодавци отказали тарифу. Централни органи радничког покрета и сви организовани радници Србије пружили су штрајкачима моралну подршку и знатну материјалну помоћ. Преко 500 радника поставило је страже око фабрике шећера, а када је руководство радничког покрета сазнало да ће полиција и жандармерија по сваку цену увести штрајкбрехере у фабрику, штрајк је проглашен завршеним. Већина штрајкача, огорчена на послодавце и органе власти, а делимично под утицајем анархиста, није се разишла кућама и наставила је штрајк, који је разбијен силом 14. марта.[7]

#### 14. март (1. март по с.к.)
- У Београду на Чукарици одред од 300 жандарма силом растерао штрајкаче и увео у фабрику 207 штрајкбрехера, сељака из унутрашњости. У сукобу жандарма и штрајкача, убијено су четири, а рањена петорица радника. Услед учешћа полиције, штрајк радника фабрике шећера, коже и обуће неуспешно је завршен. Демократска јавност осудила је „крвопролиће” на Чукарици, а на посебном протестном збору београдских радника, одржаном сутрадан 15. марта (2. март по с.к.) говорили су Драгиша Лапчевић и Димитрије Туцовић, прваци Српске социјалдемократске странке.[7]

#### 5. мај (22. април по с.к.)
- У Београду од 5. до 7. маја (22—24. април по с.к.) одржан Четврти конгрес Главног радничког синдикалног савеза (ГРСС) на коме је поред извештаја о раду, најважнија тачка дневног реда била Реферат о тарифама и штрајковима, који је поднео Димитрије Туцовић. Током Конгреса, заузети су ставови о синдикалној штампи и прикупљању статистичких података о положају радника и стању радничког покрета.[8]

#### 23. јун (10. јун по с.к.)
- У Београду од 23. до 25. јуна (10—12. јун по с.к.) одржан Пети конгрес Српске социјалдемократске странке (ССДС) на коме су поред извештаја о раду, заузети ставови о следећим питањима — о штампи, о парламентарном раду, о општем праву гласа и о радничком законодавству. За председнике Главне партијске управе изабрани су Драгиша Лапчевић и Никола Величковић, а за секретаре Триша Кацлеровић и Таса Милојевић.[8]

| 1905. година 1906. година 1907. година 1908. година 1909. година |

## 1908. година

#### 27. фебруар (14. фебруар по с.к.)
- На територији Краљевине Хрватске и Славоније 27. и 28. фебруара одржани избори за Хрватски сабор. Социјалдемократска странка Хрватске и Славоније објавила је своје листе у 22 изборна округа, а у Шиду је за посланика изабран Витомир Кораћ, који је био први и једини социјалистички посланик у Хрватском грађанском сабору (1848—1918).[9]

#### 26. април (13. април по с.к.)
- У Београду од 26. до 28. априла (13—15. јун по с.к.) одржан Шести конгрес Српске социјалдемократске странке (ССДС) на коме је захваљујући ангажовању Димитрија Туцовића осујећен покушај десне опозиције да се кроз нови статут и друге одлуке промени генерална линија партије. За председнике Главне партијске управе изабрани су Недељко Кошанин и Никола Величковић, а за секретаре Димитрије Туцовић и Никола Николић.[9]

#### у току маја
- Радници Железничке радионице и ложионице у Сарајеву тражили повећање плате или у противном обустављање рада. Железничка управа меморандум о захтевима прослеђује на "оцену прихватљивости" Заједничком министарству у Бечу. До штрајка није дошло због сурове претње да би у случају штрајка били милитаризовани и мобилисани, те као војници присиљени да оду на своја радна места, по прописаним мерама команде 15. корпуса аустроугарске царске армије. Долази до прихватања одлуке о „постепеном повишењу“.[4]

#### 31. мај (18. мај по с.к.)
- У Краљевини Србији одржани парламентарни избори. Српска социјалдемократска странка освојила је једно посланичко место избором Трише Кацлеровића у Крагујевцу.[10]

#### 18. јун (1. јун по с.к.)
- У Београду на заједничкој седници управа Српске социјалдемократске странке и Главног радничког синдикалног савеза прихваћени су предлози Димитрија Туцовића о превазилажењу кризе унутар радничког покрета Србије и решено да се даља политичка активност умери на питање општег права гласа, заштитног радничког законодавства и радничког осигурања.[10]

#### у току октобра
- У Сарајеву конституисан „Савез босанскохерцеговачких жељезничара“ као синдикална организација. До почетка Првог светског рата окупили су око 1.000 углавном квалификованих радника и штампали свој лист „Босанскохерцеговачки жељезничар“.[4]

#### 5. октобар (22. септембар по с.к.)
- Аустроугарска извршила анексију Босне и Херцеговине, која се од 1878. налазила под аустроугарском управом, што је изазвало Анексиону кризу.

#### 11. октобар (28. септембар по с.к.)
- У Београду одржан протестни раднички збор поводом аустроугарске анексије Босне и Херцеговине на коме је говорио Димитрије Туцовић.[10]

## 1909. година

#### 11. април (29. март по с.к.)
- У Београду од 11. до 13. априла (29—31. март по с.к.) одржан Пети конгрес Главног радничког синдикалног савеза на коме су поред извештаја о раду, најважније тачке дневног реда биле су реферати — Сређивање унутрашњих односа у синдикалним организацијама Луке Павићевића и Једна централна инстанца за све опште акције радничког покрета Димитрија Туцовића. За председника ГРСС изабран је Лука Павићевић, а за секретара Иван Чоловић.[11]

#### 30. мај (17. мај по с.к.)
- У Београду од 30. маја до 1. јуна (17—19. мај по с.к.) одржан Осми конгрес Српске социјалдемократске странке Србије (ССДС) на коме је поред разматрања извештаја о дотадашњем раду и заузимања ставова о једној централној инстанци за све опште класне акције покрета, о колонијалној политици и националном питању, о штампи и о комуналној политици. Конгрес је усвојио носи Статут по коме је странка добила нови назив — Српска социјалдемократска партија (ССДП). За председника партије изабран је Драгиша Лапчевић, а за секретара Димитрије Туцовић.[12]

#### 28. јун (15. јун по с.к.)
- У Сарајеву одржан Оснивачки конгрес Социјалдемократске странке Босне и Херцеговине (СДС БиХ) на коме је прихваћен Статут странке и изабран Главни одбор. Оснивањем СДС БиХ довршено је формирање модерног босанскохерцеговачког радничког покрета.[12]

#### 21. новембар (8. новембар по с.к.)
- У Љубљани 21. и 22. новембра одржана Југословенска социјалдемократска конференција на којој се расправљало о — гледишту југословенске социјалдемократске о политичком положају, југословенском питању и социјалдемократији и савезу југословенских социјалдемократских странака. На Конференцији су биле заступљене социјалдемократске странке Немачке, Чешке, Италије, Хрватске и Босне, као и Димитрије Туцовић у својству посматрача.  На Конференцији је основан Југословенски социјалистички одбор састављен од по три представника из СДС БиХ, СДСХС и ЈСДС.[13]

| 1905. година 1906. година 1907. година 1908. година 1909. година |